# Kanab
Kanab is een plaats (city) in de Amerikaanse staat Utah, en valt bestuurlijk gezien onder Kane County.

## Demografie
Bij de volkstelling in 2000 werd het aantal inwoners vastgesteld op 3564.
In 2006 is het aantal inwoners door het United States Census Bureau geschat op 3754, een stijging van 190 (5.3%).

## Toerisme
Kanab is vanwege haar ligging uitermate geliefd bij toeristen. Er zijn dan ook veel hotels. Kanab is een prima uitvalsbasis in zuidelijke richting naar de Grand Canyon, in oostelijke richting naar Lake Powell, in noordelijke richting naar Bryce Canyon National Park en in westelijke richting naar Zion National Park.

## Geografie
Volgens het United States Census Bureau beslaat de plaats een oppervlakte van
36,4 km², waarvan 36,3 km² land en 0,1 km² water. Kanab ligt op ongeveer 1515 m boven zeeniveau.

## Plaatsen in de nabije omgeving
De onderstaande figuur toont nabijgelegen plaatsen in een straal van 36 km rond Kanab.